# Repülési szint
A repülésben és a légi közlekedésben a repülési szint (Flight Level, röviden: FL) egy repülőgép repülési magassága standard légnyomás mellett, lábban kifejezve. A repülési szinteket egy háromjegyű szám írja le, mely 1000 lábnál kezdődik (300 méter).

## Háttér
A repülési szinteket a repülőgépek közötti biztonságos függőleges elválasztás biztosítására használják. Kezdetben a repülési magasságot egy magasságmérő segítségével mérték, ami egy átkalibrált barométer volt. A magasságmérő méri a környezeti légnyomást, amely a barometrikus képlet alapján csökken a magasság növekedésével, ezután kiszámítja és megjeleníti a megfelelő magasságot. Ha a különböző repülőgépek magasságmérőit nem kalibrálják következetesen, akkor két repülőgép ugyanabban a magasságban repülhet, annak ellenére, hogy magasságmérőik azt mutatják, hogy különböző magasságban vannak. A repülési szintek megoldják ezt a problémát azáltal, hogy a tengerszint feletti nemzetközi standard légnyomás alapján határozzák meg a magasságokat. Minden repülési szinten működő légijármű ehhez a beállításhoz kalibrál, függetlenül a tengerszint tényleges nyomásától.

## Átváltási magasság
Míg a szabványos nyomásbeállítás megkönnyíti a repülőgépek egymástól való elválasztását, nem adja meg a repülőgép tényleges föld feletti magasságát. Alacsony magasságban a magasságmérőt általában úgy állítják be, hogy a tengerszint feletti magasságot mutassa, amelyhez a nyomásbeállítás időjárástól függően változhat. Ezt QNH-nak (tengerszintre átszámított légnyomás) nevezik., melynek értéke: 1013,25 hPA (Hektopascal).
Az átváltási magasság (Transition Altitude, röviden: TA) az a tengerszint feletti magasság, amelyen a légi járművek a helyi barométerből származó magasságok használatáról a repülési szintek használatára váltanak. TA alatt a repülők magasságmérőit általában úgy állítják be, hogy az a tengerszint feletti magasságukat mutassák, TA felett viszont a magasságmérő nyomásbeállítását QNH szerint állítják be és a magasságukat repülési szintekben kell kifejezni.
A TL az átmeneti magasság feletti legalacsonyabb repülési szint. Az alábbi táblázat mutatja az átmeneti szintet az átmeneti magasság és a QNH szerint:
| QNH (hPa-ban) | Átváltási magasság (lábban) | Átváltási magasság (lábban) | Átváltási magasság (lábban) | Átváltási magasság (lábban) | Átváltási magasság (lábban) |
| QNH (hPa-ban) | 3 000                       | 4 000                       | 5 000                       | 6 000                       | 18 000                      |
| 1032–1050     | FL025                       | FL035                       | FL045                       | FL055                       | FL175                       |
| 1014–1031     | FL030                       | FL040                       | FL050                       | FL060                       | FL180                       |
| 996–1013      | FL035                       | FL045                       | FL055                       | FL065                       | FL185                       |
| 978–995       | FL040                       | FL050                       | FL060                       | FL070                       | FL190                       |
| 960–977       | FL045                       | FL055                       | FL065                       | FL075                       | FL195                       |
| 943–959       | FL050                       | FL060                       | FL070                       | FL080                       | FL200                       |

1000 lábat tekintjük a legalacsonyabb repülési magasságnak, amely FL010-nek felel meg. Ezekután 500 lábanként jelölnek egy újabb repülési szintet, melyik így mindig 0 vagy 5 számjegyre kell, hogy végződjenek (például: 32 000 láb = FL320). Az eltérő módon végrehajtott repülések különböző Flight Level rendszerekben történő elkülönítést igényelnek.

## Semicircular szabály
A semicircular szabály a légi navigációban használt elkülönítő szabály, melynek lényege, hogy külön kategóriába sorolják azokat a gépeket, melyek mágneses útirányszögük szerint keletnek, illetve nyugatnak tartanak. Ezután a különböző mágneses útirány felé tartó gépekhez különböző magasságokat rendeltek el, így biztosítva a függőleges szétválasztását az egymás irányába tartó gépeknek és biztosítva a légi járművek biztonságos repülését. A szabály szerint a következőképpen kell a gépeket elkülöníteni egymástól:
Keletre tartó gépek – Mágneses útirány szerint 000°-tól 179°-ig – páratlan ezresre végződő repülési szintek (FL 230; 250; 270; stb)
Nyugatra tartó gépek – Mágneses útirány szerint 180°-tól 359°-ig – páros ezresre végződő repülési szintek (FL 220; 240; 260; stb)
FL 290-en és annál magasabb repülési szinteken 4000 lábas elkülönítéseket alkalmaznak az azonos irányba közlekedő (keleti vagy nyugati) légijárművek között, ellentétben FL 290 alatt, ahol 2000 lábas elkülönítéseket használnak. Ezek mellett csak páratlan ezresre végződő repülési szinteket lehet használni ezeken a szinteken az alábbiak szerint:
Keletre tartó gépek – Mágneses útirány szerint 000°-tól 179°-ig - páratlan ezresre végződő repülési szintek (FL 290; 330; 370; stb)
Nyugatra tartó gépek – Mágneses útirány szerint 180°-tól 359°-ig – páros ezresre végződő repülési szintek (FL 310; 350; 390; stb)
Azon országoknál, melyeknél a légi utak többsége észak-dél irányú (például: Új-Zéland; Olaszország; Portugália), a semicircular szabályt észak-dél irányra kivetítve alkalmazzák. Itt országonként eltérő az elkülönítések menete, az európai országokban a déli mágneses útirányba tartó légi járműveket páratlan ezresre végződő repülési szintekre különítik el, míg például Új-Zélandon az ugyanerre tartó légi járműveket páros ezresre végződő repülési szintekre különítik el. Ilyen elkülönítések lehetnek a műszeres repülés (IFR) és a szabad szemmel történő repülés (VFR) között. Európában legtöbb esetben az ICAO elkülönítési szinteket alkalmazzák, melyet az alábbi táblázat mutat be:
| Mágneses útirányszög |                  |                  |                  |                    |                    |                    |                    |
| 0° - 179° között     | 0° - 179° között | 0° - 179° között | 0° - 179° között | 180° - 359° között | 180° - 359° között | 180° - 359° között | 180° - 359° között |
| VFR                  | VFR              | IFR              | IFR              | VFR                | VFR                | IFR                | IFR                |
| FL                   | feet             | FL               | feet             | FL                 | feet               | FL                 | feet               |
| —                    | —                | 010              | 1, 000           | —                  | —                  | 020                | 2 000              |
| —                    | —                | 030              | 3 000            | —                  | —                  | 040                | 4 000              |
| 035                  | 3 500            | 050              | 5 000            | 045                | 4 500              | 060                | 6 000              |
| 055                  | 5 500            | 070              | 7 000            | 065                | 6 500              | 080                | 8 000              |
| 075                  | 7 500            | 090              | 9 000            | 085                | 8 500              | 100                | 10 000             |
| 095                  | 9 500            | 110              | 11 000           | 105                | 10 500             | 120                | 12 000             |
| 115                  | 11 500           | 130              | 13 000           | 125                | 12 500             | 140                | 14 000             |
| 135                  | 13 500           | 150              | 15 000           | 145                | 14 500             | 160                | 16 000             |
| 155                  | 15 500           | 170              | 17 000           | 165                | 16 500             | 180                | 18 000             |
| 175                  | 17 500           | 190              | 19 000           | 185                | 18 500             | 200                | 20 000             |
| 195                  | 19 500           | 210              | 21 000           | —                  | —                  | 220                | 22 000             |
| —                    | —                | 230              | 23 000           | —                  | —                  | 240                | 24 000             |
| —                    | —                | 250              | 25 000           | —                  | —                  | 260                | 26 000             |
| —                    | —                | 270              | 27 000           | —                  | —                  | 280                | 28 000             |
| —                    | —                | 290              | 29 000           | —                  | —                  | 310                | 31 000             |
| —                    | —                | 330              | 33 000           | —                  | —                  | 350                | 35 000             |
| —                    | —                | 370              | 37 000           | —                  | —                  | 390                | 39 000             |
| —                    | —                | 410              | 41 000           | —                  | —                  | 430                | 43 000             |
| —                    | —                | 450              | 45 000           | —                  | —                  | 470                | 47 000             |
| —                    | —                | 490              | 49 000           | —                  | —                  | 510                | 51 000             |

## Kvadrantális szabály
Ezt az elkülönítési szabályt az Egyesült Királyság területén használták, majd 2015-ben megszüntették és bevezették ott is a félkövér szabályt. A kvadrantális szabályt mind ellenőrzött, mind nem ellenőrzött légterekben is használták és csak az IFR-ben végrehajtott repülésekre vonatkozott, itt is csak azokra, amelyek 3000 láb felett, de FL195 alatt hajtottak végre műszeres repülést. Ezek alól kivételt képeztek azon IFR-ben repült gépek, melyek az adott magassági intervallumon belül helyezkedtek el, de a repülésirányítók külön utasításokkal is el tudták vezetni az adott reptérre, illetve ha egy adott repülőtérre tartott érvényes, bejelentett útvonallal és az útvonalban leírt útirány mentén hajtotta végre a megközelítést, leszállást.
A minimum függőleges elválasztás két légijármű között az Egyesült Királyság kvadrantális szabálya szerint 500 láb. Ezt szintén a mágneses útirányok szerint különítik el attól függően, hogy milyen mágneses útirány felé tart az adott gép. Az elkülönítést a következőek szerint alkalmazták:
Mágneses útirány szerint 000°-tól 089°-ig – páratlan ezresre végződő repülési szintek (FL070; 090; 110; stb.)
Mágneses útirány szerint 090°-tól 179°-ig – páratlan ezresre végződő repülési szintek plusz 500 láb (FL075; 095; 115; stb.)
Mágneses útirány szerint 180°-tól 269°-ig – páros ezresre végződő repülési szintek (FL080; 100; 120; stb.)
Mágneses útirány szerint 270°-tól 359°-ig – páros ezresre végződő repülési szintek plusz 500 láb (FL085; 105; 125; stb.)

## Fordítás
Ez a szócikk részben vagy egészben  a   Flight level című angol Wikipédia-szócikk ezen változatának fordításán alapul.  Az eredeti cikk szerkesztőit annak laptörténete sorolja fel. Ez a jelzés csupán a megfogalmazás eredetét és a szerzői jogokat jelzi, nem szolgál a cikkben szereplő információk forrásmegjelöléseként.